# 小花紫金牛
小花紫金牛（学名：Ardisia graciliflora）为报春花科紫金牛属下的一个种。

## 扩展阅读
- 維基物種上的相關：小花紫金牛